# سوق الخميس (ولاية البويرة)

## جغرافيا
تقع بلدية سوق الخميس في ولاية البويرة وتبعد عن مقر الولاية 40كلم وعن العاصمة الجزائرية 120كلم.

## التقسيم الإداري
تأسست كبلدية إثر التقسيم الإداري لسنة 1985 وكدائرة سنة 1990، وتضم بلدية المقراني.

## قرى البلدية
و من أهم مداشر سوق الخميس هي
- الغرابة
- عين عامر
- وادي الخميس
- أولاد قلمام
- أولاد يعيش
- أولاد لاحق
- اولا علي بن يحيى
- الجريدات (هجرت من سكانها)
- الصفيحات (هجرت من سكانها)
- المخاطرية(هجرت من سكانها)

ّّهناك أيضا بعض القرى الصغيرة الأخرى كـ:الشريحات والونانسه والعواودة(هذه الأخيرة بها عدد من السكان)